# Klemens Jónsson
Klemens Jónsson, född 27 augusti 1862 i Akureyri, död 20 juli 1930 i Reykjavik, var en isländsk politiker, och satt som finansminister 1923-1924 i Sigurður Eggerz regering.